# Kashta
Kashta (Caixta - 760-747 aC), rei del regne de Cuix, fou probablement germà del seu antecessor, el rei Alara (785-760 aC), a qui va succeir vers el 760 aC. El seu nom sembla que vol dir "el cuixita" (els egipcis deien Kaš al regne de Núbia). Fou suposat fill del rei Piankhi-Miamum i de la reina Kenensat. Es va casar amb Pebatma de Núbia i amb la princesa egípcia Shapenuapit.
És possible que fos el primer a fixar permanentment la capital a Napata. En els primers anys de regnat va engrandir els seus dominis i va sobrepassar la frontera, situada a la primera cascada del Nil, per controlar Elefantina i Assuan vers el 750 aC. Algunes fonts el consideren el fundador de la XXV dinastia egípcia, en comptes del seu fill Piankhi, ja que va aconseguir un cert control sobre l'Alt Egipte i Tebes. Va portar el títol de rei de l'Alt i el Baix Egipte.
La seva filla Amenardis I (Amenardis Akaluka) va portar el títol d'esposa divina d'Amon. El seu fill Piankhi, conqueridor d'Egipte i primer faraó de la dinastia nubiana, el va succeir a la seva mort, cap al 747 aC. Fou enterrat a Al-Kurru, cementiri proper a Napata, i la seva tomba és una mica més gran que les dels reis anteriors.